# Ла-Марса (футбольний клуб)

Колишній логотип клубу

Авенір Спортіф де Ла-Марса або просто «Ла-Марса» (араб. المستقبل الرياضي بالمرسى) — професіональний туніський футбольний клуб з однойменного міста, заснований в 1939 році.
Крім футбольної секції в клубі також функціонують гандбольна, волейбольна, баскетбольна секції, а також секція водного поло.

## Історія
Клуб було засновано в 1939 році під назвою Спортивна асоціація мусульманських скаутів (АССММ). Перший офіційний поєдинок клуб провів у регіональному змаганні, 1 грудня 1940 року. У першому матчі «скаути» перемогли «Спортивний клуб Ла-Марса», але вже в другому — зазнали поразки від «Уніон Спортіф». І вже наступного року клуб змінив свою назву на «Авенір мусульман» («Мусульманське майбутнє»).
У 1947 році в ході реорганізації футбольних ліг країни «Авенір» потрапив до четвертого дивізіону національних змагань, й до 1959 року продовжує поступове сходження до еліти туніського футболу, допоки не досягає Першого дивізіону. В цей час команда пройшла наступний шлях:
- 1946/47: 2-ге місце в четвертому дивізіоні, вихід до 3 дивізіону.
- 1955/56: 1-ше місце в групі Північ 3 дивізіону, вихід до 2 дивізіону.
- 1958/59: Переможець групи Північ-2 2 дивізіону, а згодом переможець 2 дивізіону після трьох перемог у плей-оф, вихід до Національного чемпіонату.

Протягом багатьох років клуб грав у вищому дивізіоні національного чемпіонату, але жодного разу так і не зміг стати його переможцем. Першим значним успіхом «Ла-Марси» стала перемога в Кубку Тунісу 1961 року. В майбутньому клуб ще чотири рази перемагав у цьому турнірі.

## Досягнення
- Туніська професійна ліга 2
  -  Чемпіон (1): 2009/10

- Кубок Президента Тунісу
  -  Володар (5): 1961, 1977, 1984, 1990, 1994

- Кубок туніської ліги
  -  Володар (1): 2007

## Статистика виступів на континентальних турнірах
| Сезон | Турнір                     | Раунд         | Клуб              | Вдома   | На виїзді | Загальний      |
| ----- | -------------------------- | ------------- | ----------------- | ------- | --------- | -------------- |
| 1985  | Кубок володарів кубків КАФ | 1             | Аль-Аглі          | 0-1     | 0-4       | 0-5            |
| 1991  | Кубок володарів кубків КАФ | 1             | Портс-Ауториті    | дискв.1 | дискв.1   | дискв.1        |
| 1991  | Кубок володарів кубків КАФ | 2             | Фасо-Єннега       | 1-0     | 1-3       | 2-3            |
| 1995  | Кубок володарів кубків КАФ | 1             | АС Кара           | т.п.2   | т.п.2     | т.п.2          |
| 1995  | Кубок володарів кубків КАФ | 2             | Уоллідан          | т.п.3   | т.п.3     | т.п.3          |
| 1995  | Кубок володарів кубків КАФ | 1/4 фіналу    | Машакене          | т.п.4   | т.п.4     | т.п.4          |
| 2005  | Кубок конфедерації КАФ     | 1             | КОДМ Мекнес       | 2-0     | 1-0       | 3-0            |
| 2005  | Кубок конфедерації КАФ     | 2             | Стелла д'Аджаме   | 2-0     | 0-1       | 2-1            |
| 2005  | Кубок конфедерації КАФ     | 3             | УСМ Алжир         | 1-1     | 1-1       | 2-2 (5-4 пен.) |
| 2005  | Кубок конфедерації КАФ     | Груповий етап | ФАР (Рабат)       | 0-0     | 0-1       | 3-тє місце     |
| 2005  | Кубок конфедерації КАФ     | Груповий етап | Кінг Фейсел Бейбс | 1-2     | 0-1       | 3-тє місце     |
| 2005  | Кубок конфедерації КАФ     | Груповий етап | Фелло Стар        | 3-1     | 2-1       | 3-тє місце     |

1- ФК «Портс-Ауториті» було дискваліфіковано.

2- АС Кара покинув турнір.

3- Уоллідан покинув турнір.

4- АС Марса покинув турнір.

## Відомі президенти
| - Мохамед Зауши (1939–55) - Отман Бен-Отман (1955–56) - Бельхассен Ауій (1956–57) - Беджи Местирі (1957–59) - Шедлі Хассуна (1959–64) - Селім Тлілі (1964) - Алі Каллель (1965–66) - Шедлі Хассуна (1966–68) - Абделлатіф Дамані (1968–71) - Алі Бузаян (1971–72) | - Мондер Бен-Аммар (1972–77) - Абделлатіф Дамані (1977–78) - Хеді Мерезі (1978–79) - Мондер Бен-Аммар (1979–80) - Хаммуда Белькуя (1980–82) - Мондер Бен-Аммар (1982–85) - Абдеррахман Уеслаті (1985–88) - Хаммуда Бельхуя (1988–90) - Тижані Меддеб (1990–92) - Махмуд Аззуз (1992–94) | - Халед Бах Хамба (1994–96) - Джалел Гераб (1996–98) - Манеф Меллулі (1998–99) - Махмуд Аззуз (1999–01) - Брахім Ріахі (2001–06) - Мондер Мамі (2006–08) - Монтассар Мерзі (2008–10) - Хаммуда Лузір (2011) - Маер Бен-Аїсса (2011–1?) |

## Відомі гравці
| - Патрик Апатакі - Мікаель Бюшер - Акрам Абомуд Аль-Хамалі - Сулейман Кейта - Мохамед Арурі - Калед Азеїез - Бассем Бен-Нассер - Мехді Бен-Сліман - Сабрі Жабалла - Хассем Каллуфі - Юссеф Моїбі - Іссам Трабелсі - Фелікс Сунзу - Тахар Аніба - Насеур Бедуї - Лофті Бельхадж - Монгі Бен-Брахім - Ахмед Бен-Шаабен - Тарак Бен-Шруда | - Азуз Бен-Даді - Мульді Бен-Даді - Самір Бен-Мессауд - Баккар Бен-Мілед - Тауфік Бен-Отман - Мехді Бен-Сліман - Беджі Бен-Юнес - Аймен Бушиуа - Нуреддін Букріс - Мохтар Шельбі - Фарджані Деруш - Бубакер Діара - Хеді Друрі - Мед Сплпх Ель-Еуши - Халід Ель-Хіреш - Вахді Ель-Іши - Тахар Фарджауї - Мохамед Гасрі - Сабрі Жабалла | - Адель Джаббері - Хамді Джаббарі - Лотфі Джбалі - Амор Джебалі - Шедлі Джбалі - Тауфік Джбалі - Саїд Каци - Патрик Казаді - Софьєн Хабір - Зубаєр Хміла - Мохамед Алі Махджубі - Мурад Мадждуб - Хеді Мазгуні - Аммар Мерішку - Монім Мезліні - Амір Мкадмі - Ікбал Руатбі - Алі Сельмі - Дідьє Лебрі |

## Відомі тренери
| - 1959–60 : Рашид Туркі - 1960–65 : Шандор Пазманді - 1965–66 : Ахмед Дхіб - 1966–67 : Беджи Буашир and Тауфік Бен-Отман - 1967–68 : Скандер Медельгі - 1968–69 : Станислав Станкович - 1969–70 : Станислав Станкович then Тауфік Бен-Отман - 1970–71 : Тауфік Бен-Отман - 1971–72 : Ахмед Бенельфул - 1972–73 : Омар Гадхум - 1973–74 : Омар Гадхум then Алі Сельмі - 1974–75 : Алі Сельмі - 1975–77 : Тауфік Бен-Отман - 1977–78 : Баккар Бен-Мілед then Тауфік Бен-Отман - 1978–79 : Алі Сельмі - 1979–80 : Тауфік Бен-Отман - 1980–81 : Абдельхамід Кермалі - 1981–82 : Рашид Мехлуфі | - 1982–83 : Тауфік Бен-Отман - 1983–84 : Алі Сельмі - 1984–85 : Алі Сельмі then Жан-Клод Ларро - 1985–86 : Драган Гуглета - 1986–87 : Драган Гуглета then Хеді Куні - 1987–88 : Александар Костов - 1988–89 : Тауфік Бен-Отман - 1989–91 : Александар Костов - 1991–92 : Алі Сельмі - 1992–93 : Рашид Меклуфі - 1993–94 : Алі Сельмі - 1994–95 : Тауфік Бен-Отман - 1995–97 : Хабіб Мейрі - 1997–98 : Кустек - 1998–99 : Калед Бен-Яхія then Алі Фергані - 1999–00 : Фавзі Мерзукі then Арман Форшеріо потім Серж Девез | - 2000–01 : Серж Девез потім Баккар Бен-Мілед потім Тауфік Бен-Отман - 2001–03 : Хабіб Мейрі - 2003–05 : Алі Сельмі - 2005–06 : Алі Сельмі потім Тауфік Бен-Отман - 2006–07 : Хабіб Мейрі - 2007–08 : Каїс Яакубі - 8 кв. 2008–2008 : Мурад Махджуб - 1 лип. 2008 – 25 січ. 2009 : Абделькрим Біра потім Калед Бен-Яхія - 2009– 8 лист. 2010 : Камель Шеблі - Nov 9, 2010 – Dec 13, 2010 : Хабіб Мейрі - Dec 14, 2010 – June 30, 2013 : Жерар Бюшер - July 5, 2013 – Dec 16, 2013 : Драган Своркович - Dec 16, 2013 – June 30, 2014 : Адель Селлімі - July 1, 2014– : Мондер Кебаєр |